# Coelorinchus japonicus
Coelorinchus japonicus är en fiskart som först beskrevs av Temminck och Schlegel, 1846.  Coelorinchus japonicus ingår i släktet Coelorinchus och familjen skolästfiskar. Inga underarter finns listade i Catalogue of Life.